# اضطرابات يافا
كانتِ اضطراباتُ يافا ثورةً ضد اليهود والهجرة اليهودية في فلسطين في ظل حكم الانتداب البريطاني ودامت أربعة عشر يوماً بدءاً من الأول من أيار/مايو من العام 1921. بدأت كخلافٍ بين مجموعتين يهوديتين، لكنها سرعان ما تطورت إلى ثورةٍ من قبل العرب على اليهود. اندلعت أعمال العنف في يافا أولاً، ثم انتشرت إلى مناطقَ أخرى معظمها في منطقة يافا وجوارها من فلسطين، وأسفرت عن مقتل 47 يهودياً و48 عربياً، وإصابة 146 يهودياً، و73 عربياً، وتشريد بضع مئاتٍ آخرين. لكن المصادر العربية تورد أن ضحايا الانتفاضة أو ما غدت تُعرف بـ”ثورة يافا”، بلغوا نحو 157 شهيداً وسبعمئة جريحٍ من الفلسطينيين، بينما سقط من الصهاينة والبريطانيين 57 قتيلاً و 146 جريحاً.
 إضافةً إلى إعلان المفوض السامي البريطاني هربرت صموئيل تخفيض الهجرة اليهودية إلى فلسطينَ وإن يكن مؤقتاً.

## خلفية الثورة

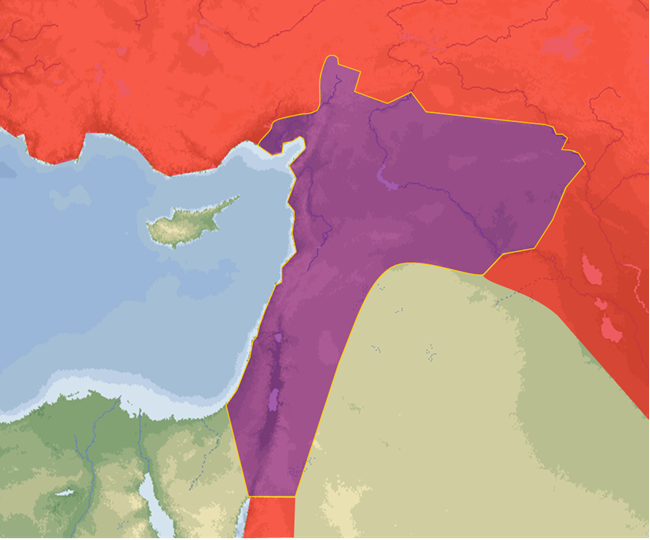
المملكة السورية العربية (19-1920، رسمياً من 8-3-1920 حتى 25-7-1920). خريطة تقريبية استناداً إلى الحدود الإدارية العثمانية، وفي ضوء الحدود التي طالب بها الشريف الحسين في مراسلات الحسين - ماكماهون، والحدود التي وضعتها هدنة مودروس.
(يُلحظ كذلك أن العقبة جنوب غربي الأردن حالياً لم تُضمَّ إلى شرقيِّ الأردن إلا بعد تأسيس الإمارة في العام 1921).

ثلاثة مقترحاتٍ حول فلسطين خلال وبعد الحرب العالمية الأولى (16–1922).
- الخط الأحمر: "الإدارة الدولية" المقترحة في اتفاقية سايكس بيكو لعام 1916.
- الخط الأزرق المتقطع: مطلب المنظمة الصهيونية لعام 1919 في مؤتمر باريس للسلام.
- الخط الأزرق المتصل: الحدود النهائية لفلسطين الانتدابية البريطانية (23-1948).

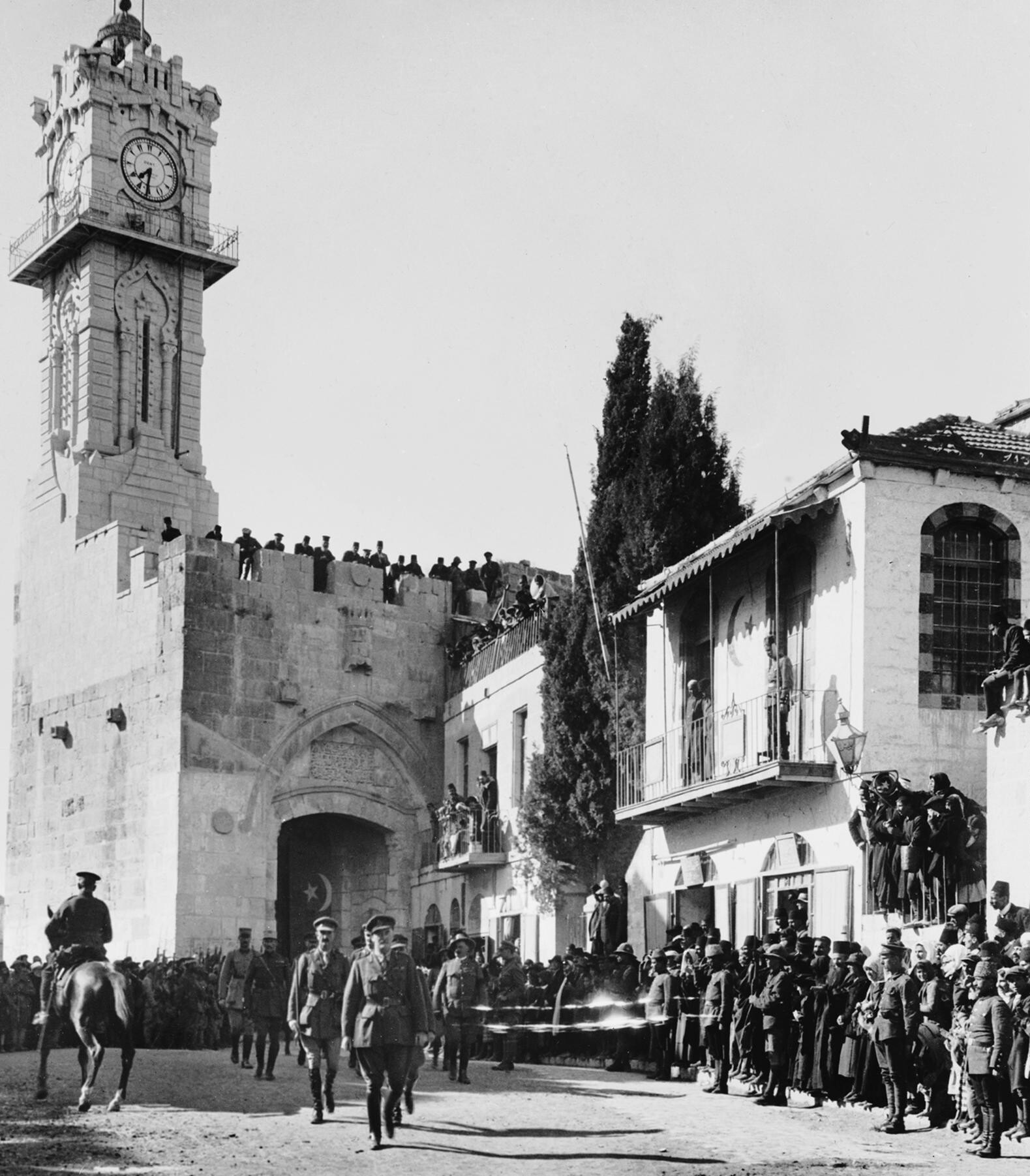
الفريق أول إدموند اللنبي يدخل بلدة القدس القديمة حافيَ القدمين قائلاً جملته الشهيرة: "الآن انتهتِ الحروب الصليبية".
(11 ديسمبر/كانون الثاني عام 1917).

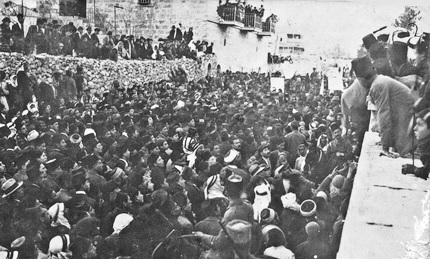
متظاهرون عرب فلسطينيون أمام مبنى بلدية القدس (1920).

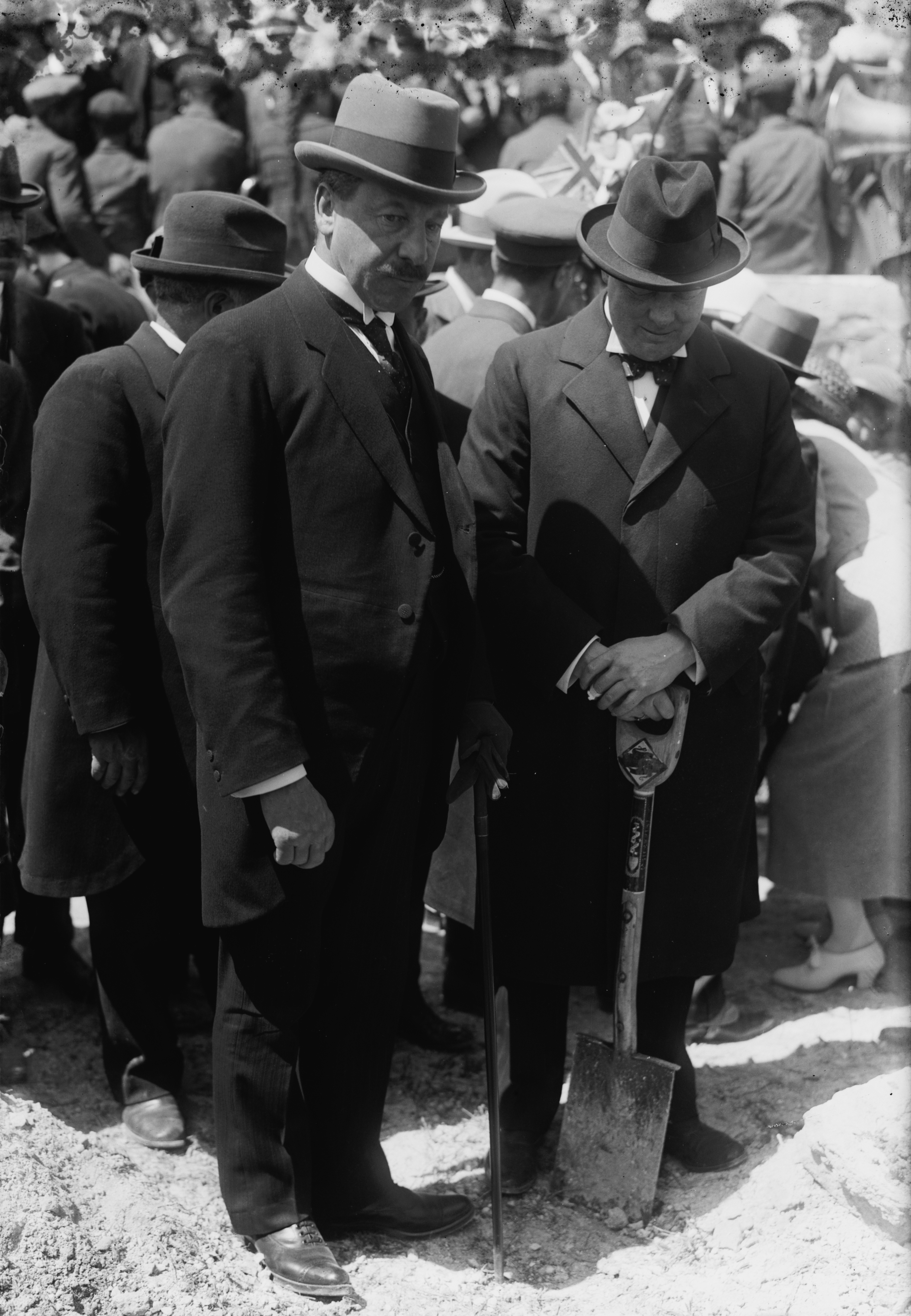
ونستون تشرشل (يميناً)، وهربرت صموئيل (يساراً).

تنكرت بريطانيا لاتفاقيتها مع العرب التي تضمنتها مراسلات الحسين-ماكماهون (15-1916)، وقرر مؤتمر السلام في باريس عام 1919 انتدابَ فرنسا على سوريا ولبنان، وبريطانيا على كلٍّ من العراق وفلسطين، وأطيح بالمملكةِ السوريةِ العربيةِ ومؤسساتِها وأهمها المؤتمر السوري العام الذي مَثُلَ فيه مندوبون عن مناطق بلاد الشام كافةً بما فيها الأقضية الفلسطينية. وقد اعترف رونالد ستورس أولُ حاكمٍ بريطانيٍّ للقدس (17-1926) بالتحيز الواضح للصهيونية منذ اليوم الأول لاستيلاء بريطانيا على فلسطين، وعلى الرغم من جميع اقتناعاته ومن السياسات الاستعمارية التي مثلها ونفذها، لم يرَ لنفسه مناصاً من أن يدوّن في مذكراته:

«لقد خرقتِ الإدارة العسكرية مبدأ "الوضع الراهن" في المسألة الصهيونية. كانت فلسطين ولايةً تابعةً للدولة العثمانية المسلمة، وكانت غالبية سكانها من العرب، وفي ظل سياسة "الوضع الراهن" كان علينا -بل كنا نتلقى تعليماتٍ- أن نقول للراغبين في إدخال تغييراتٍ سريعةٍ إننا مجرد "إدارةٍ عسكريةٍ" ولسنا منظمين مدنيين، وكان علينا أن ندير البلاد كما نفعل في مصرَ أو غيرها من البلاد ذات الأقليات المهمة مستخدمين الإنجليزية كلغةٍ رسميةٍ وتقديم ترجمةٍ عربيةٍ مع معاملة المقيمين اليهود والأوروبيين والأرمن وغيرهم على النحو الذي نعاملهم به في مصر.

كان موقف "إدارة أراضي العدو المحتلة" (بالإنجليزية: اختصاراً OETA) مختلفاً تماماً عن هذا المفهوم، فقد طبع الإعلان الأول للجنرال اللنبي بالإنجليزية والعبرية والعربية، وكذلك الأوامر الصادرة مني، واستخدمتْ العبرية في لافتات الإدارة الحكومية، وما لبثت أن أضيفت على عجلٍ على إيصالات البلدية والإيصالات الرسمية الأخرى، وقمنا بتعيين موظفين ومترجمين يهود في مكاتبنا. وقد واجهت "إدارة أراضي العدو المحتلة" نقداً شديداً على هذا الخرق الواضح للوضع الراهن داخل وخارج فلسطين... رغم أن عصبة الأمم لم تكن قد أنشئت، ولم يكن نظام الانتداب قد أقيمَ حتى يكونَ هدف الحكومة متطابقاً مع هدف الصهيونية.»
بات الاستياءُ شديداً وعاماً لدى العرب، فقد كان صموئيل معروفاً بصهيونيته. كانت مسيرة يافا وإضرابها في السابع والعشرين من شباط/فبراير عام 1920، وقد كتبت عنه الصحف: «يوم الجمعة 27 شباط قامت جمعية بلدة يافا المسلمة والمسيحية وملحقاتها بمظاهرةٍ سلميةٍ، فأقفلت جميعُ الدكاكين والمخازن وتعطلت الاشغال براً وبحراً على فكرة جعل فلسطين وطناً قومياً للصهيونيين والسماح لهم بالهجرة». وفي الأول من آذار/مارس عام 1920 هاجمت مجموعتان مسلحتان مستعمرتين شمال فلسطين وقتلت سبعة يهودِ، وفي الثامن منه هتف المتظاهرون العرب في القدس: «لا صهيونية، ولا هجرة يهودية.. لا استيطان، ولا كيان.. حرية، استقلال، وحدة عربية» أثناء مظاهرةٍ احتجاجيةٍ، وعندما استفز شبان يهود المتظاهرين وهتفوا للصهيونية وقع اشتباك بين الطرفين أفضى إلى جرح عشرةٍ من اليهود قبلما تفرق الشرطة المظاهرة وتعتقل عدداً من المشاركين بها، وفي هذا الجو المشحون والمُحتقِن اندلعت ثورة موسم النبي موسى في القدس ما بين (4-10 نيسان/أبريل 1920) بين الفلسطينيين واليهود المدعومين بقوات الاحتلال، وكان أحد الأسباب المباشرة لثورة يافا عام 1921 هتاف قادة المظاهرة الصهيونية بالانتقام لليهود الذين قتلوا في ثورة النبي موسى في العام الفائت.
إزاء خيبات الأمل هذه جميعاً تداعى الفلسطينيون للاجتماع والتباحث وتقرير المصير، فجاء المؤتمر العربي الفلسطيني الثالث المنعقد في آذار/مارس عام 1921 الذي قرر رفض الانتداب البريطاني، وتصريح بلفور، وطالب بوقف الهجرة اليهودية، وإنشاء حكومةٍ وطنيةٍ في فلسطين، وفي 12 آذار/مارس عام 1921 سافر وفد إلى القاهرة برئاسة موسى كاظم باشا الحسيني لمقابلة ونستون تشرشل وزير المستعمرات البريطاني -الذي كان يحضر مؤتمر القاهرة (1921)- لعرض المطالب الفلسطينية، فاستقبلهم بفتورٍ وقال لهم: "لا أريد الخوض معكم هنا في السياسة، سأقابلكم في القدس في 28 مارس"، وفي غزة أثناء رحلة تشرشل برفقة هربرت صموئيل إلى القدس تظاهر الأهالي وهتفوا ضد الانتداب والهجرة اليهودية فيما لوح كلاهما للجمهور الغاضب متظاهرّيْنِ بأنه إنما يُرحب بهما، وفي القدس قدم له الوفد الفلسطيني مذكرةً مطالباً بإلغاء وعد بلفور ووقف الهجرة اليهودية والاستيطان وإقامة حكومةٍ فلسطينيةٍ وطنيةٍ مسؤولةٍ أمام مجلس نوابٍ منتخبٍ، واتهموا بريطانيا بالتحيز لصالح اليهود، ولكن تشرشل ردَّ بأن بريطانيا مُلزمة بتنفيذ تصريح بلفور الذي وافقت عليه دول العالم الحليفة، كما هي ملزمة بتنفيذ البند الثاني من التصريح الذي ينص على عدم المساس بحقوق سكان البلاد المدنية والدينية، وزاد الطينَ بلةً دعوة الصحفَ الصهيونية العربَ إلى الهجرة من فلسطين إلى الصحراء العربية! يضاف إلى ذلك إقالة موسى كاظم باشا الحسيني كرئيسٍ لبلدية القدس على خلفية رفضه تنفيذ القرار البريطاني الموجه إلى البلدية باعتبار العبرية لغةً رسميةً في البلاد، وبعدما حمّله الحاكم العسكري مسؤولية ثورة موسم النبي موسى، ثم جاء قرار البحارة العرب في ميناء يافا بمقاطعة السفن التي تنقل اليهود المستجلَبين والامتناع عن تفريغها. باختصارٍ كان الفصل عن سوريا، والانتداب، والهجرة اليهودية، والمطالبة بحكومةٍ وطنيةٍ من أهم أسباب ثورة يافا لعام 1921.

## الأحداث

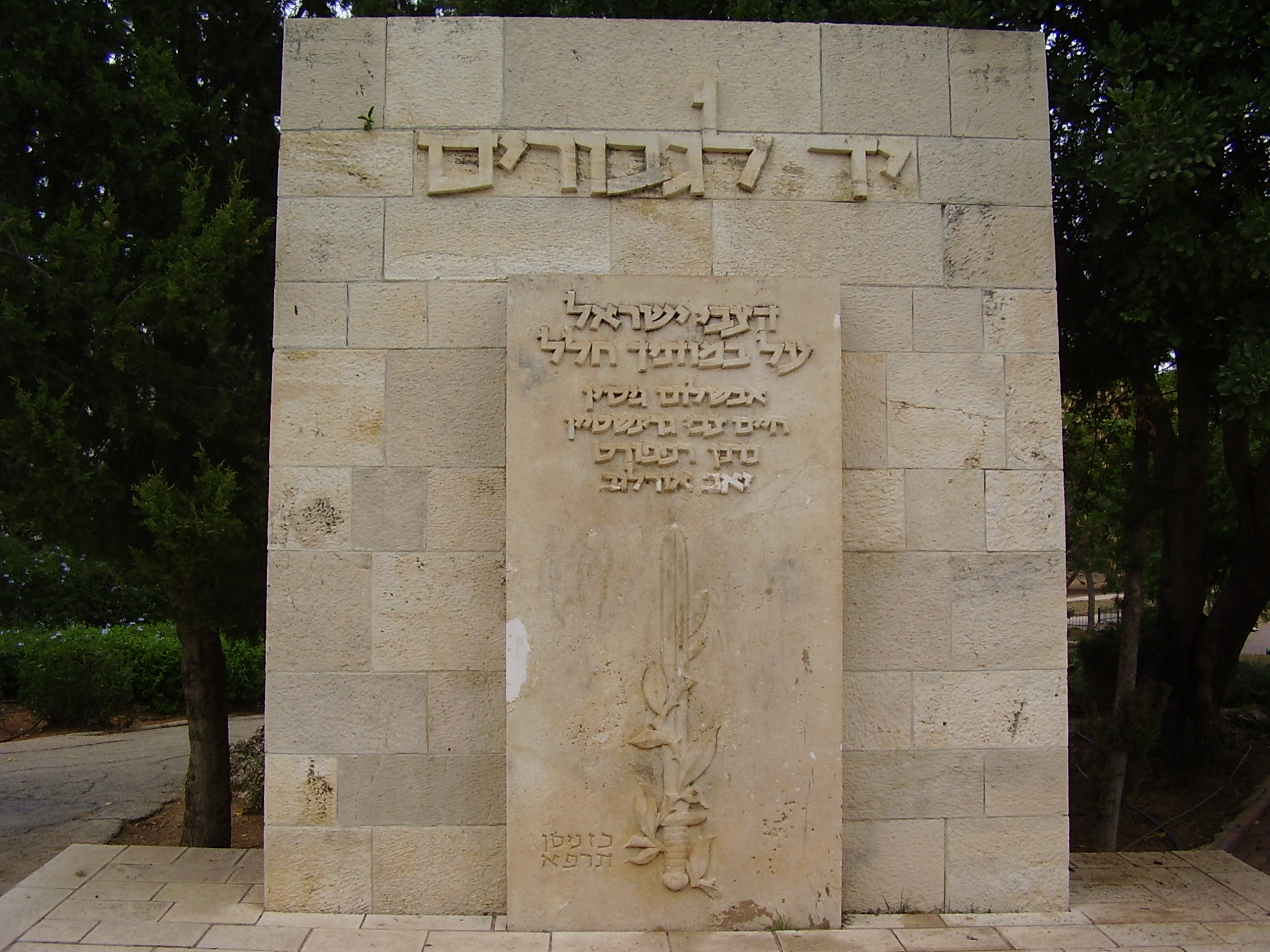
نصب تذكاري لضحايا ثورة يافا في العام 1921 في بتاح تكفا (قرية ملبس العربية).

ليلة الأول من أيار/مايو عام 1921 وزع الحزب الشيوعي اليهودي منشوراتٍ باللغتين العربية واليديشية تدعو إلى إسقاط الحكم البريطاني وإقامة "فلسطين السوفييتية"، وأعلن الحزب عزمه على إقامة مسيرةٍ من يافا إلى تل أبيب المجاورة للاحتفال بذكرى عيد العمال صباحَ الأول من أيار/مايو، وعلى الرغم من زيارة توفيق بك السعيد -أحد كبار ضباط الشرطة في يافا- مقر الحزب وتحذيره الأعضاءَ الستين الحاضرين في المقر من مغبة ذلك، إلا أن المسيرة توجهت من يافا شمالاً إلى تل أبيب عبر حي المنشية في يافا، وهي منطقةٌ حدوديةٌ يهوديةٌ عربيةٌ مختلطة السكان.
يالمقابل رخّصتِ السلطات رسمياً لتنظيم مسيرةٍ أخرى بمناسبة عيد العمال في تل أبيب من قبل حزب العمل اليهودي [الاشتراكي النزعة] "الموبس" (بالعبرية: Ahdut HaAvoda) ومنافس الحزب الشيوعي اليهودي، وإذِ التقى الموكبان اندلع شجار وعراك بالأيدي. حاولتِ الشرطة البريطانية تفريق حوالي خمسين متظاهراً شيوعياً، وردهم إلى يافا، فاجتمعوا جهةَ الشاطئ، وأعادوا تنظيم أنفسهم ورفعوا أعلامهم، واتجهوا إلى يافا.

عائدةً إلى حي المنشية دخلتِ المظاهرة الشارعَ الرئيسَ في "سوق اليهود" وهي تهتف بلغةٍ غيرِ مفهومةٍ من قبل العرب الذين اعتبروها مستفزةً. اعترض أحد باعة الخضار العرب حاملَ العلم الأحمر في المظاهرة وحاول انتزاعه منه اعتقاداً بأنه يمثل رمزاً صهيونياً، فوقع شجار بالأيدي فآزره صُحبته في السوق، ولم يلبثِ الأمر أن تحول إلى عراكٍ دامٍ بالحجارة والهراوات، فثورةٍ عارمةٍ في المدينة ضد الوجود اليهودي. انتقاماً ردَّ اليهود بالمثل بما فيه لقتلاهم في ثورة موسم النبي موسى (القدس في 4 - 10 نيسان/أبريل 1920)، وهوجمتِ المحال وأقفلتِ البلد. لاحقاً استغل أفراد الكتيبة اليهودية زيهم العسكري البريطاني وسلاحهم (وكان بدعوى الدفاع عن تل أبيب) فتسللوا إلى يافا، وجعلوا يطلقون النار على العرب ما دفع هؤلاء -في لاحق الأيام- للتظاهر مطالبين بإحلال جنودٍ هنودٍ محل الجند البريطانيين لعدم مُكنةِ تمييزهم عن اليهود، واستجابتِ السلطة جزئياً لهم.

وبعد سماع إطلاق النار والقتال واعتقاداً منهم بأن العرب يتعرضون للهجوم سارع عرب يافا لنصرة إخوانهم. أفاد شهود عيانٍ من بريطانيين وعربٍ ويهودٍ بأن رجالاً عرباً يحملون الهراوات والسكاكين والسيوف وبعض المسدسات اقتحموا المبانيَ اليهوديةَ وهاجموا سكانها، وتعرضوا للمارة اليهود ودمروا منازل اليهود ومحالهم.
وفي الساعة الواحدة والنصف ظهراً هاجم العرب نزلاً للقادمين الجدد تديره "الوكالة اليهودية للهجرة" يدعى “بيت هحلوتس” والقريب من المستشفى الفرنسي، يسكنه مئة فردٍ غالبيتهم من الشباب ممن وصلوا في الأسابيع الأخيرة، وعلى الرغم من أن هؤلاء حاولوا تحصين البوابة، إلا أن المهاجمين العرب تدفقوا عبرها. وأعقب ذلك إلقاء الحجارة والقنابل وإطلاق النار وعندما وصل رجال الشرطة قيل إنهم لم يطلقوا النار لتفريق الحشد، لكنهم كانوا في الواقع يستهدفون المبنى. وفي الفناء قُتل مهاجر برصاصة شرطيٍّ من مسافةٍ قريبةٍ، وطعن آخرون وضُربوا بالهراوات. هربت خمس نساءٍ من شرطيٍّ أطلق النار عليهن من مسدسه، نجا ثلاثة وأصيبت إثنتان. حاصر شرطي امرأتين وحاول اغتصابهما، لكنهما هربتا منه رغم إطلاق النار عليهما. تمكنت فتاة تبلغ من العمر أربعة عشر عاماً وبعض الرجال من الفرار من المبنى، لكن كل واحد منهم تعرض للمطاردة والضرب حتى الموت بقضبانٍ حديديةٍ أو ألواحٍ خشبيةٍ. تعرض إبراهيم خليل الأسمر للضرب بالخشب والهراوات، وتصويب المسدس نحوه، فيما قُتل عربي أحدب الظهر مع أطفاله.
وفي اليوم التالي الثاني من أيار عاودتِ العصابات الصهيونية الكَرَّة بمهاجمة حي المنشية، وفي معركةٍ أخرى دحر أهالي يافا المهاجمين على أعقابهم بعد تكبيدهم خسائرَ كبيرةً. وفي اليوم نفسه عمدتِ العصابات الصهيونية إلى الاعتداء على قرية "العباسية" المجاورة ليافا، وقامت بمذبحةٍ ضد الفلاحين الآمنين، فردتِ القرى المجاورة بالهجوم على المستعمرات القريبة، واتسع نطاق الثورة في اليوم الثالث وهاجم أفراد عشيرة "أبو كشك" يقودهم الشيخ شاكر أبو كشك "بتاح تكفا" (قرية ملبس العربية) فتصدى لهم الجيش البريطاني -الذي كان يحمي الصهاينة- بإطلاق النار الكثيف وكبّدهم نحو ستين شهيداً وعشرات الجرحى، وكان أن طلبتِ الحكومة تعزيزاتٍ من قبرص، وتدخلت لدى الزعيم موسى كاظم الحسيني، والحاج أمين الحسيني، وبطريرك اللاتين بطلب التوسط لتهدئة الخواطر، فلما وصلت هذه التعزيزات نقض الإنجليز سياسة التهدئة وتكرر الهجوم على العرب في يافا والمناطق المجاورة، وتبين أن ذلك كان مجرد خديعة لكسب الوقت.
وصلت أعمال العنف إلى حي "أبو كبير". كانت عائلة يتسكر اليهودية تمتلك مزرعة ألبانٍ في ضواحي الحي، حيث استأجرت غرفاً. في ذلك الوقت عندما اندلعت أعمال الشغب كان "يوسف حاييم برينر" (بالإنجليزية: Brener) -أحد رواد الأدب العبري الحديث- يقطن ثمة في الموقع. في الثاني من أيار/مايو عام 1921 -وعلى الرغم من التحذيرات- رفض يتسكر وابرِنِر مغادرةَ المزرعة، وثَمَّة قُتلا مع ابن يتسكر المراهق وصهره واثنين من المستأجرين الآخرين.
ومثلما جرى في أعمال الشغب التي وقعتِ العامَ الماضي في موسم "النبي موسى" [في القدس] مزق الجمهور الغاضب ألحفة الضحايا ووسائدهم، وأثاروا سحباً من الريش المنفوش. حمى بعض العربِ اليهودَ عارضين عليهم الالتجاء إلي بيوتهم. تعرف العديد من الشهود على المهاجمين على أنهم جيرانهم. أفاد عدة شهودٍ بأن رجالَ شرطةٍ من العرب شاركوا.
أعلن المفوض السامي البريطاني هربرت صموئيل حالة الطوارئ، وفرض الرقابة، وطلب تعزيزاتٍ من السلطات البريطانية في مصر. أرسل الجنرال اللنبي مدمرتين إلى يافا، وأخرى إلى حيفا. التقى صموئيل بممثلين عربٍ في محاولةٍ لتهدئتهم. طالب موسى كاظم الحسيني -الذي كان أقيل من منصبه كرئيسٍ لبلدية القدس على خلفية انتفاضة موسم "النبي موسى" في العام الماضي- بتعليق الهجرة اليهودية، فوافق صموئيل، ورُفض السماح لزورقين أو ثلاثة قواربَ صغيرةٍ تحمل ثلاثمئة يهوديٍّ بالرسوِّ، وأجبروا على العودة إلى إسطنبول. في الوقت نفسه عُيّن ابن شقيق موسى كاظم الحسيني؛ أمين الحسيني مفتياً للقدس، وهو القرار الذي واجه انتقاداتٍ فيما بعد.
قام المهندس المعمار الأمريكي من أصلٍ يهوديٍّ روسيٍّ بيريس إتكس -الذي عمل مع سلطات الانتداب- سراً بنقل مخزونٍ من البنادق من مستودع الأسلحة البريطاني في يافا لإمداد القوات اليهودية في أعمال الشغب.
استمر القتال لعدة أيامٍ، وامتد إلى مستعمرات رحوفوت، وكفار سابا (قرية كفر سابا العربية)، وبتاح تكفا (التي أقيمت على أراضي قرية ملبس العربية)، والخضيرة. وألقت الطائرات البريطانية القنابلَ "لحماية المستوطنات اليهودية من المهاجمين العرب".

## آثار الأحداث
استمرت أحداث الشغب أربعةَ عشرَ يوماً، وأسفرت عن مقتل 47 وجرح 76 من العرب، وفي مصادرَ أخرَ 157 شهيداً وجُرح نحو سبعمئة، أما اليهود فقتل منهم 48 وجرح 146. شُكّلت محكمة عسكرية حكمت على عشرات الفلسطينيين بالسجن والغرامات التي تجاوزت الأشخاص إلى المدن والقرى ففرضت غرامةً مقدارها ستة آلاف جنيهٍ فلسطينيٍّ على طولكرم، وقلقيلية، وقاقون، وأحرقتِ السلطات منزل "شاكر أبو كشك" شيخ "عشيرة أبو كشك" وقضت عليه بغرامةٍ ضخمةٍ.
 وبحسب تقرير لجنة تقصي هايكرافت فإن أغلبية الضحايا العرب نتجت من الاشتباكات مع القوات البريطانية التي كانت تحاول استعادة النظام.
فرَّ الآلاف من سكان يافا اليهود إلى تل أبيب حيث جرى إيواؤهم مؤقتاً في مخيماتٍ على الشاطئ. أصبحت تل أبيب -التي كانت تسعى فيما مضى للحصول على كيانٍ مدينيٍّ مستقلٍّ- مدينةً منفصلةً [عن يافا] جزئياً بسبب أعمال الشغب. مع ذلك ما فتئت تل أبيب تعتمد على يافا -التي كانت وقتذاك تزودها بالطعام والخدمات- وتوفر فرص العمل لمعظم سكان المدينة الجديدة. كان يُقدر للخسائر اليهودية أن تكون أكبر لولا تدخل الضابط البريطاني الرائد (بالإنجليزية: Major) "ليونيل مانسيل جون" الذي ينسب له الفضل في إنقاذ حوالَيْ مئة مهاجرٍ يهوديٍّ.

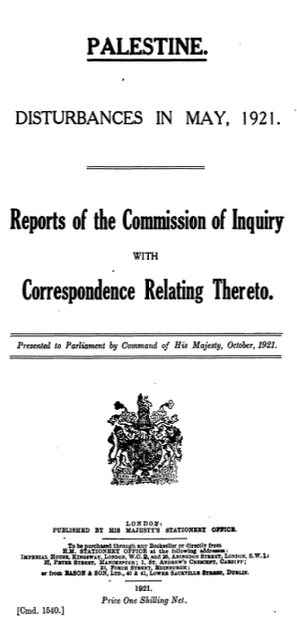
تقرير "لجنة تقصي هايكرافت"، وثيقة الأوامر رقم 1540.

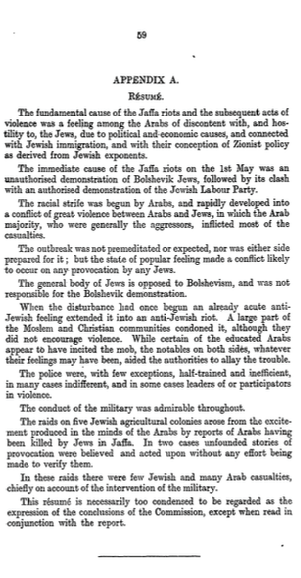
ملخص توصيات تقرير "لجنة تقصي هايكرافت".

دُفن الضحايا في "مقبرة ترومبلدور" التي تأسست في يافا في العام 1902. وذكرت صحيفة "هاتسفيرا" (بالعبرية: HaTzfira) أن الاجتماعاتِ أجّلت في جميع أنحاء البلاد، وألغيت الحفلات والاحتفالات كلها، وأغلقتِ المدارس لمدة أربعة أيامٍ، وظهرتِ الصحف في الثالث من أيار/مايو مؤطرةً بحدودٍ سوداء.

## لجنة تقصي هايكرافت
- وثيقة (1) صفحات 2–4، *وثيقة (2) صفحات 5–11، *وثيقة (3) صفحات 11–15، *وثيقة (4) صفحات 15–17، *وثيقة (5) صفحة 17، 
 *المرفقة مع (5) صفحات 17–21، *وثيقة (6) صفحات 21–28، *وثيقة (7) صفحات 28–29، *وثيقة (8) صفحات 29–30، *وثيقة (9) صفحات 30–31.

أمر المفوض السامي البريطاني السير هربرت صموئيل بتكليف لجنة تحقيقٍ لتقصي الحقائق دعيت لجنة تقصي هايكرافت (بالإنجليزية: Haycraft Commission of Inquiry). كانتِ اللجنة برئاسة السير توماس هايكرافت الذي أضحى فيما بعد رئيسَ المحكمة العليا في فلسطين (أو كبير القضاة في فلسطين)، وعضوية كلٍّ من هاري لوك مساعد حاكم القدس العسكري، وستوبس من الإدارة القضائية، وعارف الدجاني ممثلاً عن المسلمين، وإلياس أفندي مشبك ممثلاً عن المسيحيين، ود. موردخاي إلياش ممثلاً عن اليهود، وبدأت عملها أواخرَ شهر أيار/مايو من العام للتحقيق في أحداث يافا في أيار/مايو 1921، لكنها وسعت نطاق عملها وأصدرت في النهاية تقريرها النهائي من مئةٍ وأربعين صفحةً بالإنجليزية في تشرين الأول/أكتوبر من العام 1921 بعنوان «فلسطين: اضطرابات مايو 1921» وشمل استعراضاً شاملاً للأوضاع أسباباً ونتائج. أجرت اللجنة العديد من الاتصالاتِ بالمؤسساتِ ولا سيما "الجمعية الإسلامية المسيحية" في يافا التي كانت تقود النضال الشعبي في يافا في تلك الفترة، والتي أعدت تقريراً عن الثورة أرسلته إلى اللجنة. استمعت اللجنة كذلك إلى عشرات الشهود من يافا ومناطق الأحداث. أكد تقرير اللحنة مشاركة [بعض] رجال الشرطة العرب في أعمال الشغبِ ضد اليهود، ووجد أن الإجراءاتِ التي اتخذتها السلطات كانت كافيةً. أثار التقرير غضب اليهود والعرب على حدٍّ سواءٍ، فقد ألقى باللوم على العرب في [بدء] الشغب، لكنه اعترف بأن "الصهاينة لم يقوموا بما يكفي للتخفيف من مخاوف العرب"، وخلص إلى أن «السبب الأساسي لأعمال العنف وأعمال العنف اللاحقة [المضادة] كان شعورَ العرب بالسخط والعداء اتجاه اليهودِ لأسبابٍ سياسيةٍ واقتصاديةٍ، ومرتبطةٍ بالهجرة اليهودية». خلص التقرير إلى أن أعمال العنف المقترفة من قبل العرب ضد اليهود كانت بحسب الظاهر عقب اشتباكٍ وقع بين الحزب الشيوعي اليهودي أو البلاشڤة وحزب العمال اليهودي المفوض، لكن هذا «لم يكن ليزيدَ عن اندلاع شغب شوارعَ من النمط المعتاد»، وجاء في التقرير أن أسباب الاضطرابات ترجع إلى سياسة الوطن القومي اليهودي، والوقوف ضد رغبة الأهلين في حكم أنفسهم بأنفسهم، ودعت اللجنة إلى إجراء مباحثاتٍ مع الفلسطينيين، وقالت إن اتهامات اليهود بأن العرب هم من خططوا ودبروا لهذه الاضطرابات لا أساس لها، وأنهم قاموا بذلك دونما تخطيطٍ، لأن الأول من أيار/مايو عام 1921 صادف عيد الفصح عند العرب المسيحيين الشرقيين (الأرثوذكس)، وقد كانوا في بيوتهم يتقبلون التهاني من أصدقائهم مسلمين ومسيحيين، وأما الهجمات العربية على المستعمرات اليهودية المجاورة ليافا فكان دافعها الإشاعات التي انتشرت عن تعرض اليهود للعرب بالقتل في الحوادث المذكورة، وأكد التقرير على مشاركة الدول العربية برجال الشرطة في إيقاف أعمال الشغب، واستنتج أن اتساع الاضطرابات وامتدادها من يافا إلى المناطق الأخرى يؤكد أن العرب قلقون من سياسة الوطن القومي اليهودي، ويعتبرون المهاجرين خطراً عليهم.
ومع أن التقرير أنحى باللائمة على الأهلين العرب في بدء ارتكابهم لأعمال العنف وإن يك دون سابق تخطيطٍ، غير أنه حدد سلسلة المظالم المتعلقة بهم، والتي تبدو ضمن نطاق مصالح المهاجرين اليهود الذين لم يكونوا يشكلون أكثر من عشرةٍ بالمئة من السكان لكن أعدادهم في تزايدٍ مستمرٍّ. ولقد أتخذت بعض التدابير بغية التخفيف من وطأة عدم الشعور العربي بالارتياح، إلا أنه مُدت يد العون للأقليات اليهودية في تسليح نفسها، وفي نهاية المطاف جرى تجاهل التقرير، واعتبر غير استرضائي.
تضمن التقرير ملحقاً يلخص النتائج على النحو التالي:
- كان السبب الأساسي لأعمال الشغب في يافا وأعمال العنف اللاحقة هو شعور العرب بالسخط والعداء لليهود لأسبابٍ سياسيةٍ واقتصاديةٍ، ومرتبطٍ بالهجرة اليهودية ومفهوم اليهود للصهيونية؛ السياسة المستمدة من الدعاة اليهود.
- كان السبب المباشر لأعمال الشغب في يافا في الأول من أيار/مايو هو مظاهرة غير مصرّحٍ بها لليهود البلاشفة، تلاها صدام مع مظاهرةٍ مصرحٍ بها لحزب العمل اليهودي.
- الفتنة العرقية بدأها العرب، وسرعان ما تطورت إلى صراع عنفٍ كبيرٍ بين العرب واليهود تسببت فيه الأغلبية العربية، وقد كانوا هم المعتدين عموماً بالنسبة إلى معظم الضحايا.
- لم يكنِ اندلاع [العنف] متعمَّداً أو متوقَّعاً، ولم يكً أيٌّ من الجانبين مستعداً له، لكن حالة الشعور العام جعلت من المرجح أن يندلع الصراع على أي استفزازٍ كان من قبل أي يهودي.
- الكتلة العامة لليهود تعارض البلشفية، ولم تكُ مسؤولةً عن المظاهرة البلشفية.

- عندما بدأتِ الاضطرابات أول مرةٍ استطالت إلى أعمال شغبٍ معاديةٍ لليهود بسبب شعورٍ حادٍّ معادٍ لليهود فعلاً. وقد تغاضى جزء كبير من الطوائف المسلمة والمسيحية عن ذلك رغم أنها لم تشجع على العنف. وفي حين بدا أن بعض المتعلمين العرب قد حرّضوا الدهماء، فإن الوجهاء من كلا الجانبين -أيّاً كانت مشاعرهم التي يكنّون- ساعدوا السلطاتِ على تهدئة المشكلة.
- كانتِ الشرطة -مع استثناءاتٍ قليلةٍ- نصف مدربةٍ وغير فعالةٍ، وفي كثيرٍ من الحالات غيرَ مباليةٍ، وفي بعض الحالات كان أفرادها قادةً لأعمال العنف، أو مشاركين فيها.
- كان سلوك الجيش مثيراً للإعجاب طوال الوقت.
- جاءتِ المداهمات [العربية] لخمس مستعمراتٍ زراعيةٍ يهوديةٍ ننيجة إثارة أذهان العرب بفعل أخبارٍ عن عربٍ كانوا يُقتلون على يد يهودٍ في يافا. جرى في حالتين تصديق قصصٍ عن الاستفزاز ولا أساسَ لها، ثم التصرف بناءً عليها دونما بذل أي جهدٍ للتحقق منها.

- في هذه المداهمات كان ثمّة عدد قليل من الضحايا اليهود والكثير من الضحايا العرب، والسبب يعود بشكلٍ رئيسٍ إلى تدخل الجيش.
- هذه الخلاصة هي بالضرورة مختصرة للغاية بحيث لا يمكن اعتبارها تعبيراً عن استنتاجات اللجنة، إلا عندما تُقرأ بالاقتران مع التقرير.

وفي ملخص التقرير حُددت المظالم العربية على النحو التالي:
1. اعتمد البريطانيون في فلسطين -بقيادة صهيوني- «سياسةً موجهةً أساساً نحو إنشاء وطنٍ قوميٍّ لليهود، وليس لصالح جميع الفلسطينيين على قدم المساواة».
2. اللجنة الصهيونية هي هيئة استشارية رسمية للحكومة في فلسطين وضعت مصالح اليهود فوق مصالح الآخرين قاطبةً.
3. كانت هناك نسبة لا داعيَ لها من اليهود في الحكومة. إن جزءاً من البرنامج الصهيوني تمثل بإغراق البلاد بأشخاصٍ ذوي «مقدرةٍ تجاريةٍ وتنظيميةٍ أكبر» ما سيؤدي في النهاية إلى تفوقهم على بقية السكان.
4. يشكل المهاجرون «خطراً اقتصادياً» على البلاد بسبب مقدرتهم التنافسية، ولأنهم ذووا أفضليةٍ في هذه المنافسة.
5. المهاجرون أساؤوا للعرب «بغطرستهم وازدرائهم للأفكار الاجتماعية العربية».
6. بسبب عدم كفاية الاحتياطات سُمح للمهاجرين البلاشفة بدخول البلاد، ما أدى إلى اضطراباتٍ اجتماعيةٍ واقتصاديةٍ في فلسطين.[26]

زعم بعض اليهود للجنة أن سبب المشكلة هو دعاية فئةٍ صغيرةٍ من العثمانيين المؤيدين للعرب الذين أعربوا عن أسفهم لرحيل النظام القديم، والذين وضع البريطانيون «حداً للامتيازات وفرص الربح التي كانوا يتمتعون بها سابقاً». ومع ذلك كانت اللجنة مقتنعةً بأن الأمر لم يكن كذلك وأن الشعور ضد اليهود كان «حقيقياً للغاية، وشائعاً للغاية، وشديداً للغاية بحيث لا يمكن تفسيره بالصورة السطحية أعلاه». نشأ أي شعورٍ معادٍ لبريطانيا من قبل العرب بسبب ارتباطهم بتعزيز السياسة الصهيونية. وأضافتِ اللجنة: «لقد جرت طمأنتنا، ونحن نعتقد، أنه لو لم تكن هناك قضية يهودية لما واجهتِ الحكومة أية صعوبةٍ سياسيةٍ ذاتِ أهميةٍ في التعامل معها فيما يتعلق بشؤونها الداخلية». ولم يكن ثمة «دليل جدير بالاعتبار» على أنه حرى التخطيط لأعمال الشغب في يافا... «إذا كان هذا هو الحال، فإننا نتردد في تخمين ما ستكون عليه العواقب». طالما بقي اليهود «أقليةً غير مزعجةٍ» كما كانوا في عهد الأتراك فلن يجريَ «التحرش بهم أو كراهيتهم»، وعندما -وفقط عندما- بدأ العرب يعتقدون أنهم [أي اليهود] يمارسون «نفوذاً طاغياً على الحكومة» تجلت حالة من المشاعر التي تطلبت «استفزازاً طفيفاً من جانب عددٍ صغيرٍ من اليهود غير المرغوب فيهم لإشعال انفجارٍ في الرأي العام، والغضب على اليهود بشكلٍ عامٍّ».
وأشار التقرير إلى أن: «المسلمين والمسيحيين الأرثوذكس والكاثوليك والموارنة وغيرهم من الموحدين والأنجليكان قد مثلهم شهودٌ من أنفسهم، كهنة من الهيئات المسيحية المذكورة أعلاه، وكان من المستحيل تجنب الاستنتاجات التي تفيد بأن كل من هم من غير اليهود متحدون في عدائهم لليهود».
كما ألقى الدكتور ديفيد إيدر -رئيس اللجنة الصهيونية- كلمةً أمام اللجنة وذكر أنه يجب السماح لليهود فقط بحمل السلاح، وأنه «لا يمكن أن يكون هناك سوى وطنٍ قوميٍّ واحدٍ في فلسطين، وبيتٍ قوميٍّ واحدٍ في فلسطين، ومسكنٍ قوميٍّ واحدٍ، ولا مساواة في الشراكة بين اليهود والعرب، ولكن الغلبة اليهودية بمجرد زيادة أعدادهم بشكل كافٍ».

## تبعات وعواقب
في أعقاب أعمال الشغب مباشرةً لم يعد هربرت صموئيل يستطيع التنقل من دون سيارةٍ مصفّحةٍ واضطر إلى الوعد بحكومة وطنية، وفي خطابٍ ألقاه في الثالث من حزيران/يونيو عام 1921 بعد يضعة أسابيعَ على الثورة -بمناسبة عيد الميلاد الملكي- أكد على التزام بريطانيا بالجزء الثاني من وعد بلفور، والذي ينص على عدم المساس بالحقوق المدنية والدينية للجماعات الأخرى من سكان البلاد، وأعلن أنه لن يُسمح بالهجرة اليهودية إلا بالقدر الذي لن يشكلَ عبئاً على الاقتصاد. كان الانطباع [الصهيوني] عند مستمعي الخطاب أنه يحاول استرضاء العرب على حساب اليهود، وقاطعه بعض القادة اليهود لبعض الوقت. عُجّل بإنشاء المجلس الإسلامي الأعلى، ولكن حصرت صلاحياته في الأمور الدينية فقط.
فرضت حكومة الانتداب غراماتٍ على القرى والقبائل العربية التي من المعتقد أنها تورطت تورطاً جماعياً في أعمال الشغب وهي: طولكرم، وقاقون، وقلقيلية، وكفر سابا، وبدو وادي الحوارث، وعشيرة "أبو كشك".
اندلعت أعمالُ شغبٍ داميةٌ جديدةٌ في الحي اليهودي في القدس في الثاني من تشرين الثاني/نوفمبر عام 1921 عندما قُتل خمسة يهودٍ وثلاثة من المهاجمين العرب، مما أدى إلى دعواتٍ لاستقالة مفوض المدينة السير رونالد ستورس.
بدأ هربرت صموئيل على الفور مخططاً للدفاع عن المستعمرات اليهودية، وجرى تخصيص أعتدةٍ وبنادقَ مع كميةٍ مناسبةٍ من الذخيرة لكل مستعمرةٍ. وبينما كانت هذه الأسلحة مُقيّدة الاستخدام من الناحية النظرية، إلا أن توزيعها أدى عملياً إلى إضفاء الشرعية على التشكيل المبكر وغير القانوني للهاغاناه. كان التعليم العربي من المظالم الرئيسة حيث كان متاحاً فرص أفضل بكثيرٍ في عهد الأتراك، وأجريت تحسينات في هذا الصدد لكن الأموال نفدت بعد عام.
ولعل الأهم من ذلك كله أنه جرى اقتراح إلغاء الوضع الشاذ للمنظمة الصهيونية وحكم البلاد بمساعدة هيئةٍ تمثل جميع شرائح المجتمع وطوائفه. تسببت هذه المقترحات التي قدمها صموئيل في استياءٍ كبيرٍ بين الصهاينة، واقترح حاييم وايزمان مثلاً على جورج ماكدونوغ -مدير المخابرات العسكرية (1916-1918)- والمتعاطف المؤيد للصهيونية أن يُستبدل صموئيل كمفوض سام. في غضون ذلك طالب العرب بإبعاد صموئيل وصهيوني آخر هو نورمان بنتويتش مستشاره القانوني. شعر العرب أنهم كانوا "ضحايا الإكراه الصهيوني للحكومة، وهو الأمر الذي لا يثقون به إلى حد كبير"، وأن "لا شيء أقل من تعديلِ السياسة اليهودية وإنشاءِ شكلٍ من أشكال التمثيل النسبي سوف يخفف الوضع".
في "تقريره السياسي" لشهر حزيران/يونيو من العام 1921 أبلغ هربرت صموئيل وزير المستعمرات ونستون تشرشل بتفاصيل خطته الجديدة، وكتب له أن السكان اليهود منذ خطابه في 3 حزيران/يونيو 1920 باتوا "متوترين وخائفين للغاية"، واعتبروا الخطاب "انتكاسةً شديدةً" لتطلعاتهم، ومع ذلك أكد أن هذا الشعور قد "جرى تعديله بمقدارٍ كبيرٍ" منذ أن "زُوّدتِ المستعمرات اليهودية بالأسلحة (في ظل ظروفٍ تحدُّ من استخدامها إلا للدفاع عن النفس)".
اندلعت موجة أخرى من أعمال العنف في الثاني من تشرين الثاني/نوفمبر عام 1921 في الذكرى الرابعة لتصريح بلفور. أشارت المراسلات الخاصة داخل مكتب المستعمرات إلى أن اللجنة الصهيونية كانت توضح أن حكومة جلالته "كانت مقيّدة اليدين والقدمين للصهاينة، وأن بيان الثالث من حزيران/يونيو (كلمة صموئيل في 3-6-1920) كان مجرد ذرٍَ للرماد في أعينهم، وكل التشريعات هنا كانت، وستظل، مستوحاةً من المصالح الصهيونية".
قرر وزير المستعمرات ونستون تشرشل -في خطوةٍ تصعيديةٍ- المبادرةَ بالإعلان -لأول مرةٍ من طرفٍ بريطانيٍّ رسميٍّ- أن فلسطينَ كانت دوماً مستثناةً من التعهدات للحسين كما وردت في مراسلات الحسين - ماكماهون، فجاء إصدار الكتاب الأبيض في حزيران/يونيو من العام 1922، وكان هذا على الرغم من أنه يعارض معارضةً صريحةً الوثائق الحكومية هائلة العدد، ورأي ماكماهون نفسه كما عبر عنه عام (1939).

## الهوامش
1. ↑  بإصرارٍ من بريطانيا تضَمّن صك الانتداب على فلسطين الصادر عن عصبة الأمم تبني تصريح بلفور.
2. ↑  في المؤتمر المؤلف من تسعين عضواً كان المندوبون الفلسطينيون السبعة عشر هم:

عن القدس: راغب النشاشيبي، سعيد الحسيني، عارف الدجاني، يعقوب فراج.

عن نابلس: محمد عزة دروزة، إبراهيم القاسم، عادل زعيتر، أمين التميمي.

عن يافا: الشيخ راغب الدجاني، يوسف العيسى.

عن حيفا: رشيد الحاج إبراهيم، معين الماضي.

عن طولكرم: سعيد الكرمي، سليم عبد الرحمن.

عن الخليل: أمين التميمي، كما انتُدبت شخصيتان عن الخليل ليستا من المدينة وهما: أحمد قدري، ورفيق التميمي. (انظر: مذكرات محمد عزة دروزة، مذكرات وتسجيلات. الجزء الثاني. ص 63-65).
3. ↑  احتلتِ الحملة البريطانية القدسَ في (11/ 12/ 1917) بعد نحو خمسة أسابيعَ من إعلان تصريح بلفور، وعيّن اللنبي قائدُ الحملةِ ستورس حاكماً عسكرياً لها برتبة عقيد (كولونيل) بُعَيْد ذلك بقليلٍ في الشهر نفسه، وفي تموز/يوليو عام 1920 عُقيب تعيين هربرت صموئيل كأول مفوضٍ سامٍ لفلسطين أضحى أول حاكمٍ مدنيٍّ لمنطقة القدس-يافا حتى العام 1926 عندما نقل حاكماً على قبرص. (انظر: توجهات بريطانية-شرقية مذكرات السير رونالد ستورس).
4. ↑  حسب شهادة شاهد العيان محمود الأطرش المغربي أن هذا البائع البسيط ويدعى "حافظ بركة" تصرف عن شعورٍ عفويٍّ بالاستياء والتحدي. (انظر: "طريق الكفاح في فلسطين والمشرق العربي، مذكرات القائد محمود الاطرش المغربي"، إعداد وتحرير ماهر الشريف، مؤسسة الدراسات الفلسطينية، بيروت، 2015، ص. 77.)
5. ↑  يعود اختلاف الرواية الرسمية عن المصادر العربية إلى أن الإنجليز كانوا يحاولون التقليل من الأعداد المعلنة للضحايا من الطرفين حرصاً على عدم التهويل من شأن الاضطرابات خشية تأثر الميل العام للهجرة اليهودية إلى فلسطين.
6. ↑  قرية فلسطينية مهجرة منذ عام 1948 تقع شمال غرب مدينة طولكرم على مبعدة كيلومترين من مركز المدينة.
7. ↑  قرية فلسطينية تتبع قضاء طولكرم، هُجّر أهلها منها ودُمّرت عام 1948.
8. ↑  كانت أهم النقاط التي وردت في الكتاب الأبيض للعام 1922:

* التأكيد على أن تصريح بلفور لا يعني تحويل فلسطين بأكملها إلى وطنٍ قوميٍّ لليهود.

* التأكيد على أن الوطن القومي اليهودي لا يعني "دولة يهودية"، كما أن هذا الوطن لن يُنشأ فوراً.

* التأكيد على استمرار الهجرة اليهودية، ولكن بتحديدها بقدرة فلسطين الاقتصادية على استيعاب المهاجرين.

* ليس للوكالة الصهيونية أي نصيبٍ من الإدارة العامة في البلاد.

* النص على تشكيل مجلسٍ تشريعيٍّ كخطوةٍ على طريق الحكم الذاتي، إلا أن الوثيقة قيّدته بشرط تعطيل دور الأكثرية العربية الساحقة.

* النص على ورود فلسطين ضمن استثناءات ماكماهون من تعهد الاستقلال الذي التزمت به بريطانيا في مراسلات الحسين - ماكماهون.